# 문맥을 무시한 인용
문맥을 무시한 인용(Quoting out of context, contextomy), 맥락을 무시한 인용 혹은 또는 문맥 채굴(quote mining)은 의도한 의미를 왜곡하는 방식으로 내용에서 주변 문맥을 완전히 무시하는 비형식적 오류 중 하나이다. 문맥을 무시한 인용의 오류는 의도적으로, 혹은 실수로 누군가가 의미를 오해하고 내용을 명확히 하는데 필수적인 문맥을 불필요하다고 생각해 생략해서 일어나는 경우가 많다. 오류의 관점에서 문맥을 무시한 인용은 그 내용이 문맥에 맞지 않더라도 그 자체로는 정확한 출처에서 인용했다는 점에서 가짜 인용과는 다르다.
문맥을 무시한 인용으로 만들어진 주장은 크게 두 가지 형태를 가진다.
- 허수아비 때리기 오류: 반박을 쉽게 하고 상대방의 입장을 오해하게 만들기 위해(보통 더 단순하거나 더욱 극단적인 주장처럼 보이게 만들기 위해) 문맥에 맞지 않는 상대방의 발언을 인용하는 행위이다. 정치계에서 주로 볼 수 있다.
- 권위에 호소하는 논증: 특정 권위가 어떠한 입장을 지지하는 것처럼 보이게 만들기 위해 문맥에 맞지 않게 그 주제에 대한 권위자의 발언을 인용하는 행위이다.[2]

## 의도적인 맥락 자르기
원래 말이 가리키는 언어의 맥락에서 단어를 선택적으로 추출해 문맥을 의도적으로 무시하는 인용을 영어로 컨텍스토미(Contextomy)라고 한다. 여기서 문제는 전체 원문에서 인용문만을 뽑아내는 것이 아니다. 인용자가 원문에서 말하고 싶은 의미를 명확히 하는 특정 문구나 문장을 빼고 발췌할 경우가 문제가 된다. 연구에 따르면 듣는이가 원래의 맥락이 담긴 전체 인용문을 본 후에도 잘못된 문맥을 무시한 인용구의 영향이 지속될 수 있다고 밝혔다.

## 같이 보기
- 체리 피킹
- 절반의 진실